# The Velvet Underground
The Velvet Underground fue una banda de rock estadounidense, activa entre 1964 y 1973, formada en Nueva York por Lou Reed y John Cale, quienes también alcanzaron el éxito como artistas solistas.
Aunque experimentando poco éxito comercial juntos, la banda es a menudo citada por muchos críticos como uno de los grupos más importantes e influyentes de la década de 1960. En una entrevista en 1982, Brian Eno declaró repetidamente que mientras el primer álbum de Velvet Underground pudo haber vendido solo 30 000 copias en sus primeros años, «todos los que compraron uno de esos 30 000 ejemplares comenzaron una banda».
Andy Warhol fue el mánager de The Velvet Underground y fue la banda invitada en su estudio, The Factory y de sus eventos en Exploding Plastic Inevitable. Las provocativas letras de algunas canciones de la banda dieron una perspectiva nihilista a algunos de su música.
Su álbum debut de 1967, The Velvet Underground & Nico (junto con la cantante alemana Nico), fue nombrado el decimotercero Mejor Álbum de Todos los Tiempos y el más «profético álbum de rock jamás hecho» por Rolling Stone en 2003. En 2004, Rolling Stone clasificó a la banda N.º 19 en la lista de los «100 Mejores Artistas de Todos los Tiempos». La banda entró en el Salón de la Fama del Rock en 1996, inducida por Patti Smith.

## Historia

### 1964-65: Inicios
La banda se formó en 1964 cuando Lou Reed, que había tocado en algunas bandas de poca duración, trabajaba como compositor para Pickwick Records donde conoció al galés John Cale, que se había mudado a los Estados Unidos para estudiar música clásica y tocaron juntos en un grupo llamado The Primitives con el objetivo de promocionar el sencillo de Reed «The Ostrich». Reed y Cale congeniaron y pensaron en fundar un nuevo grupo. Para ello buscaron a Sterling Morrison, a quien Reed había conocido en la universidad y con quien ya había tocado, y a Angus McLise, vecino de John y Lou. Formaron así The Warlocks, que luego se llamarían The Falling Spikes. Llegaron a grabar una cinta donde se encontraban «Venus in Furs», «Heroin», «Wrap Your Troubles In Dreams», «All Tomorrow's Parties» y «The Black Angel's Death Song».
El nombre de la banda surgió del título de un libro sobre sadomasoquismo de Michael Leigh titulado The Velvet Underground que Jim Tucker, amigo de Reed y Morrison, encontró tirado en la calle.
La banda fue abordada por un promotor llamado Al Aronowitz. Cuando el grupo aceptó una oferta de 75 dólares para dar un concierto teloneando a otra banda de Aronowitz, The Myddle Class, McLise dejó el grupo acusándolo de comercializarse. MacLise fue reemplazado por Maureen Tucker, hermana de Jim Tucker, que había estudiado en su mismo instituto. Tucker tenía una muy particular forma de tocar la batería, lo cual sumó excentricidad a la de por sí poco convencional banda. Tucker solía tocar con una batería muy básica, de pie y con mazos en lugar de baquetas. Aparentemente, Tucker habría empezado a tocar de esta forma luego de que el resto de la banda le pidiera que hiciera «algo inusual». Según señaló Maureen años más tarde a la revista Rolling Stone, ella quería aparentemente sonar sus tambores como una antigua tribu en trance.
Después de ese concierto, Aronowitz les consiguió un contrato para tocar como banda residente en un local llamado Café Bizarre. Pronto la banda fue despedida pero dos días antes de que eso sucediera Andy Warhol fue llevado al establecimiento por Paul Morrissey quien creyó que era una buena idea tener una banda de rock en la Factory.
Tanto la música, llena de ruido y distorsiones, como las letras que trataban tópicos inusuales para la época, como el sadomasoquismo, el travestismo, o la adicción a la heroína, los distanciaban mucho de las bandas típicas de la escena estadounidense de ese momento, en la cual la psicodelia y la cultura hippie alcanzaban su momento cumbre en San Francisco.

### 1966-67:The Velvet Underground & Nico

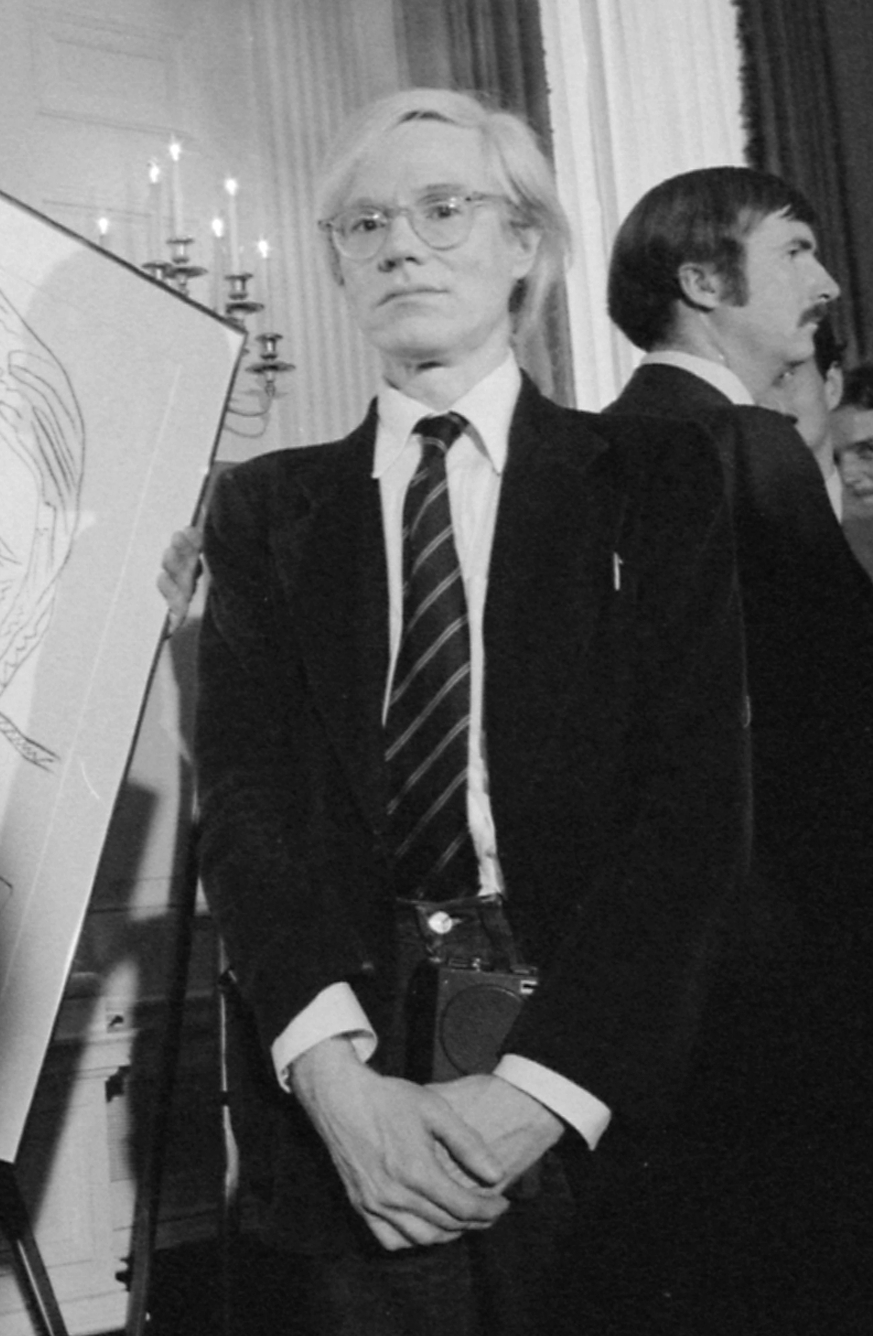
Andy Warhol, quien fue el mánager de la banda hasta 1968

Después de que Andy Warhol se convirtiera en el mánager del grupo, sugirió que la modelo y estrella de la Factory, Nico, debía cantar en la banda. La banda no se sintió cómoda con la sugerencia, y Reed y Cale sentían que estaban perdiendo el control, pero finalmente aceptaron para aprovechar la promoción que Warhol les podía dar y se convirtieron en The Velvet Underground And Nico. Algunas canciones fueron adaptadas para ser cantadas por Nico y durante aquellas en las que Reed cantaba, ella tocaba la pandereta.
Warhol filmó a la banda ensayando y el resultado es la película The Velvet Underground & Nico: A Symphony of Sound. Esta filmación fue usualmente proyectada durante los primeros shows de la banda. Paul Morrisey ideó un espectáculo con shows de luces, bailarinas y proyecciones en el cual la banda tocara. Este espectáculo se llamó Exploding Plastic Inevitable y llevó a la banda a tocar en diferentes lugares a través de Estados Unidos.
Durante 1966 Angus McLise volvió brevemente a la banda por el lapso de varias semanas cuando Lou Reed sufrió una hepatitis que le impidió tocar en algunos conciertos que ya tenían programados. Durante esos shows, Cale cantaba y tocaba el órgano y Tucker tocaba el bajo. En esas apariciones la banda comenzó a tocar una pieza improvisada que se conoció como «The Booker T» en honor al líder de la banda Booker T & The MGs. Esta pieza se convertiría en la base musical para «The Gift» incluida en White Light/White Heat. Algunas de estas presentaciones fueron editadas en discos piratas y son los únicos registros de la banda con Angus McLise.
Su primer disco The Velvet Underground and Nico, grabado en muy pocos días (existe desacuerdo sobre el tiempo exacto de grabación), tardó casi un año en ser editado debido a factores como las políticas de las discográficas. A pesar de que la asociación con Warhol y el EPI les garantizó un alto perfil, el contenido del disco no era aceptable para las discográficas que no encontraban maneras de comercializarlo. Finalmente, Warhol les consiguió un contrato con el sello Verve, subsidiario de MGM.
El grupo no quería que Nico participara en la grabación, ya que sostenían que ya habían cedido bastante permitiendo que formara parte de la gira de actuaciones en directo, pero finalmente aceptaron su presencia.
El disco fue editado en mayo de 1967 con un célebre diseño de portada de Warhol y con el nombre de Nico añadido al del grupo y solo alcanzó el puesto 171 en las listas.

### 1968:White Light/White Heat
Lou Reed despidió a Warhol de su puesto de mánager luego de que su relación con la banda disminuyera y también despidió a Nico. Pronto, en septiembre de 1967, comenzaron a grabar su segundo álbum, White Light/White Heat, el cual fue editado en enero de 1968.
Este disco llevó las principales características de la banda (el noise, la distorsión, la atonalidad) a su punto máximo de crudeza. Cale definió el disco como «conscientemente anti-belleza». El álbum entró al top 200 de Billboard por exactamente una semana en el puesto 199.
Dentro del grupo las tensiones crecían debido a la poca atención que el grupo recibía y también por las crecientes diferencias de intereses entre Reed y Cale. Finalmente, Reed le propuso al resto de la banda elegir entre él o Cale; Tucker y Morrison se quedaron con Reed, principal compositor dentro de la banda. Mucho se ha rumoreado sobre la envidia que Reed sentía por Cale debido a su prodigioso talento (estudiaba música clásica desde antes de los cinco años y ya había compuesto para los ocho) y su entrenamiento musical clásico. El puesto de Cale fue ocupado por el bajista Doug Yule.

### 1969:The Velvet Underground
El tercer disco de la banda fue grabado a fines de 1968 y editado en marzo de 1969. El sonido representa un gran cambio respecto de los dos discos anteriores. Tiene un estilo más tradicional, tranquilo, parecido al sonido que caracterizaría más tarde la carrera solista de Lou Reed. Este cambio se debe a que el control creativo de la banda había sido tomado completamente por Reed luego de la partida de Cale que era el miembro más orientado hacia la experimentación y responsable directo del lado más vanguardista, con el detalle de sus contribuciones multiinstrumentales en el piano y la viola eléctrica.
Mucho material que no vio la luz en su momento fue grabado entre el lanzamiento del tercer álbum y el del cuarto. Que todas estas canciones se mantuvieran inéditas se debe en parte a problemas con la discográfica. Estas grabaciones fueron editadas después de la separación de la banda en los discos VU (1985) y Another View (1986).

### 1970:Loaded
El último disco oficial de The Velvet Underground fue grabado y editado en 1970 en el sello Atlantic Records luego de ser despedidos de su anterior sello, MGM, debido a que el flamante presidente de la compañía, Mike Curb, decidió eliminar a todas las bandas relacionadas con drogas o hippismo de la discográfica.
El disco, titulado Loaded, es el más tradicional y accesible de todos los de la banda. Contiene algunos de los temas más clásicos, como «Sweet Jane» que se convertiría en uno de los temas más conocidos de Reed. Debido al embarazo de Maureen Tucker, la batería fue grabada por varias personas incluyendo a Doug Yule, el ingeniero Adrian Barber, el sesionista Tommy Castanaro, y Billy Yule, hermano del bajista Doug.
Después de una larga residencia en el célebre club neoyorquino Max's Kansas City, (durante la cual Billy Yule tocó la batería en reemplazo de Tucker y se grabó el disco Live at Max's Kansas City) Reed decidió dejar la banda en agosto de 1970 y volver a la casa de sus padres en Long Island.

### 1971-73:Squeeze
El disco Loaded fue, gracias a «Sweet Jane» y «Rock And Roll», el disco más, si bien no exitoso, cercano al éxito de la carrera de la banda, pero el líder y compositor de la banda ya no estaba en ella por lo cual Doug Yule tomó el control. Curiosamente, la popularidad de la banda, si bien se mantuvo igual en Estados Unidos, creció en Europa durante esta etapa. La banda salió de gira por la costa este de Estados Unidos y luego por Europa con Yule a cargo de las voces y la guitarra, Walter Powers (compañero de Yule en la banda Grass Menagerie) en bajo y Willie Alexander (también de Grass Menagerie) en voz y teclados reemplazando a Sterling Morrison quien había dejado la banda en 1971 para seguir una carrera académica en la Universidad de Texas. Parte del público de la banda se burlaba de esta formación llamándola The Velveteen Underground.
La banda todavía le debía un disco a la discográfica pero esta decidió editar Live at Max's Kansas City grabado durante la serie de shows que la banda dio en dicho club durante 1970 previo a la partida de Reed. Debido a esto los algunos miembros se alejan dejando a Yule solo en posesión del nombre junto con el mánager Steven Sesnick quien consigue un contrato con Polydor. Finalmente, Yule graba un disco con el nombre de The Velvet Underground, con Ian Paice, baterista de Deep Purple y un montón de sesionistas. Hubo también una cantante femenina en la grabación pero su identidad se desconoce. Usualmente se cree que Willie Alexander participó de la grabación pero es falso. Yule compuso todos los temas y arreglos, tocó todos los instrumentos salvo la batería y produjo el disco.
El disco se llamó Squeeze y fue despreciado por la crítica e incluso, con el paso del tiempo, desapareció de la discografía oficial de la banda. El disco nunca fue reeditado y su rareza y valor se ha incrementado con los años debido a lo cual copias piratas del disco suelen circular. No fue sino hasta 2012 que salió editado por primera vez en CD.
Yule armó una nueva formación y salió de gira, esta vez sin Sesnick como mánager porque había abandonado recientemente el grupo. Yule se convirtió en el mánager por necesidad, pero el tour no funcionó como esperaban para promocionar el disco debido a que el retraso de la edición causó que no tuvieran copias de Squeeze a la venta durante la gira. Este retraso se debió principalmente a que los másteres del disco estuvieron perdidos durante un tiempo. También se rumoreó que Lou Reed había intentado impedir la edición pero no hay pruebas de que esto sea cierto.
La banda tocó su último show en el club Oliver´s de Cambridge el 27 de abril de 1973 y finalmente Yule disolvió la banda en junio del mismo año. Parte del material en vivo de esta última etapa de la banda fue recopilado en el 2001 cuando vio la luz Final V.U., una caja que incluía material grabado en shows entre 1971 y 1973.

### 1990-1996: reuniones
La banda se reunió en el año 1993 e hizo una gira. Tocaron los primeros conciertos en The Playhouse en Edimburgo (Escocia) y posteriormente tocaron en The Forum (Londres), Wembley y en la sala Paradiso en Ámsterdam (Holanda). Después de una serie de conciertos acabaron la gira abriendo para U2. Antes de esta colaboración en los directos de U2 tocaron en Olimpia (Francia) durante tres noches seguidas, directos de los cuales se publicó un disco, Live MCMXCIII, por Sire Records. Antes de que tuvieran oportunidad de grabar un disco o salir de gira por Estados Unidos, la rivalidad entre Cale y Reed (que ya habían vuelto a trabajar juntos en el disco Songs for Drella) volvió a dividir a la banda.

## Influencia
Hablar de la influencia de The Velvet Underground en el rock y en la música en general es complejo, ya que su legado es bastante amplio. La banda fue una de las primeras en experimentar directamente con la forma y el ruido dentro de la música pop, incluyendo influencias tomadas directamente de la música clásica contemporánea. Estas influencias llegaron a la banda gracias a John Cale, un discípulo de John Cage que también había sido parte de la Dream Syndicate, grupo formado por el compositor La Monte Young. La influencia de The Velvet Underground puede ser apreciada a lo largo y ancho del mundo de la música rock. Influyen en artistas de la década de 1970 como David Bowie y Patti Smith.
Son ampliamente considerados los precursores del punk rock, habiendo influenciado a bandas como The Stooges (También considerados como una gran influencia en la música punk), Ramones y Sex Pistols; The Velvet Underground también fueron pioneros en la utilización de ruido y white noise en su música, lo que luego daría paso al noise y al shoegaze, pudiendo trazar una línea clara que va desde Sonic Youth, The Jesus and Mary Chain, Big Black (en la vertiente más noise), My Bloody Valentine, Cocteau Twins, Ride y Slowdive (en la vertiente del Shoegaze); influenciando en este respecto también a la escena no wave (de la cual emergieron Sonic Youth), donde grupos como DNA, Teenage Jesus and The Jerks y Swans crearon música ruidosa y cáustica; de la misma manera bandas como Siouxsie And The Banshees, Joy Division, The Fall, Wire, Television, Talking Heads y Echo and the Bunnymen, todas ellas bandas iniciales del Post-Punk, nombran de gran influencia a The Velvet Underground; por su parte, el rock gótico británico, también toma mucha influencia de los neoyorkinos, en bandas como Bauhaus y The Sisters of Mercy; sin olvidar que prácticamente todo el rock alternativo de los 80 y 90 beben directamente del sonido de The Velvet Undeground, influenciando a bandas de talla mundial como los ya mencionados Sonic Youth, Nirvana ,R.E.M. y Pixies.
Su uso de acordes simples y repetitivos (música drone) inspiraron a Spacemen 3 (cuyos 2 miembros, Jason Pierce y Sonic Boom han mostrado la influencia de la banda en sus respectivas carreras en solitarios) y todas las bandas del Shoegaze. Junto con su uso de música drone destacan las afinaciones alternativas con las que tocaban, técnica que usarían más tarde Sonic Youth y Pavement, entre otras bandas. 
Las letras de The Velvet Underground le valieron a la banda grandes controversias y la desconfianza de la industria discográfica. Sus canciones hablaban sobre drogas («I'm Waiting for the Man», «Heroin», «White Light/White Heat») que era un tema que hasta entonces había sido tabú en la música pop, y como si fuera poco no lo hacían en tono condenatorio. De hecho sus miembros consumían las drogas sobre las que cantaban (heroína, anfetaminas) y Lou Reed, por ejemplo, luchó una larga batalla contra su adicción a la heroína a lo largo de toda la década de 1970.
Otra canción que despertó controversia fue «Venus in Furs», una canción sobre sadomasoquismo basado en el libro La venus de las pieles de Leopold von Sacher-Masoch. Muchas de las canciones menos controvertidas de la banda igualmente están plagadas de personajes excéntricos, perdedores, travestidos, así como referencias al sexo o las drogas, aunque en menor grado.
Brian Eno, el legendario productor de, entre otros, David Bowie y Talking Heads, afirmó que, aunque el primer disco de The Velvet Underground solo vendió 30000 copias, cada persona que compró el disco empezó una banda, lo que resume en gran parte la enorme influencia que la banda ha tenido en la música rock.

## Formaciones
| Año                                            | Banda                         | Banda                      | Banda                 | Banda                   | Grabaciones |
| Año                                            | Voz, guitarra                 | Bajo, teclados, viola, voz | Guitarra, bajo, coros | Percusión               | Grabaciones |
| ---------------------------------------------- | ----------------------------- | -------------------------- | --------------------- | ----------------------- | --- |
| Abril-noviembre de 1965                        | Lou Reed                      | John Cale                  | Sterling Morrison     | Angus MacLise           | Disco 1 de Peel Slowly and See (1995; excepto MacLise) |
|                                                | Voz, guitarra, teclados       | Bajo, teclados, viola, voz | Guitarra, bajo, coros | Batería, percusión      | |
| Diciembre de 1965-septiembre de 1968           | Lou Reed                      | John Cale                  | Sterling Morrison     | Maureen Tucker          | The Velvet Underground & Nico (1967), White Light/White Heat (1968), dos temas de VU (1985), tres temas de Another View (1986), discos 2-3 de Peel Slowly and See (1995) |
|                                                | Voz, guitarra, teclados       | Bajo, teclados, voz        | Guitarra, bajo, coros | Batería, percusión, voz | |
| Septiembre de 1968-agosto de 1970              | Lou Reed                      | Doug Yule                  | Sterling Morrison     | Maureen Tucker          | The Velvet Underground (1969), Loaded (1970; excepto Tucker), Live at Max's Kansas City (1972; excepto Tucker), 1969: The Velvet Underground Live (1974), ocho temas de VU (1985), seis temas de Another View (1986), discos 4-5 de Peel Slowly and See (1995), Bootleg Series Volume 1: The Quine Tapes (2001) |
|                                                | Voz, guitarra, teclados       | Bajo, coros                | Guitarra, coros       | Batería, percusión, voz | |
| Noviembre de 1970-agosto de 1971               | Doug Yule                     | Walter Powers              | Sterling Morrison     | Maureen Tucker          | Versión demo de dos canciones, "She'll Make You Cry" y "Friends" (inédito hasta ahora) |
|                                                | Voz, guitarra                 | Bajo, coros                | Teclados, voz         | Batería, percusión, voz | |
| Octubre de 1971-diciembre de 1971              | Doug Yule                     | Walter Powers              | Willie Alexander      | Maureen Tucker          | Discos 1–2 y parte del disco 4 de Final V.U. 1971-1973 (2001) |
|                                                | Voz, guitarra, bajo, teclados |                            |                       | Batería, percusión      | |
| Enero de 1972-febrero de 1973                  | Doug Yule                     | ---                        | ---                   | Billy Yule              | Squeeze (1973), discos 3-4 de Final V.U. 1971-1973 (2001; ambos con músicos contratados) |
|                                                | Voz, guitarra                 | Bajo, teclados, voz        | Guitarra, bajo, coros | Batería, percusión      | |
| Junio de 1990; noviembre de 1992-julio de 1993 | Lou Reed                      | John Cale                  | Sterling Morrison     | Maureen Tucker          | Live MCMXCIII (1993) |
| 1996                                           | Lou Reed                      | John Cale                  |                       | Maureen Tucker          | Ceremonia de introducción al Rock and Roll Hall of Fame |
| 2009                                           | Lou Reed                      | Doug Yule                  |                       | Maureen Tucker          | Entrevista colectiva en la Biblioteca Pública de Nueva York |

### Miembros temporales y colaboradores
- Angus McLise – Fue percusionista junto a Tucker, con Cale y Morrison en las voces principales en un concierto de Chicago mientras Reed se enfermó de hepatitis, Juno–julio de 1966.
- Henry Flynt – Reemplazo de Cale durante cuatro fechas en vivo durante septiembre de 1966.[11]
- Nico – Colaboradora de la banda en la voz en cuatro temas de The Velvet Underground & Nico y varios shows de Exploding Plastic Inevitable, 1966–1967. Además, la mitad de las pistas del LP debut de Nico Chelsea Girl (1967), incluyen canciones compuestas y/o interpretadas por Reed, Cale y Morrison. Algunas de estas canciones fueron incluidas en recopilatorios como el box-set Peel Slowly and See y el CD doble Gold.
- Billy Yule – Reemplazó a Tucker mientras estaba embarazada, tocando la batería en tres pistas de Loaded, en el show de Max's Kansas City, 1970 (y en el álbum en vivo), y en Boston, 1973.
- Tommy Castanaro – Baterista suplente de Tucker en dos pistas de Loaded.
- Adrian Barber – Reemplazo de Tucker en Loaded.
- Larry Estridge – Bajista suplente de Walter Powers en vivo, durante junio de 1971.
- Rob Norris (de The Bongos) – Guitarrista en la gira inglesa de Squeeze, 1972.
- George Kay – Bajista en la gira inglesa de Squeeze, 1972 y en un show de Boston, 1973.
- Don Silverman – Guitarrista en la gira inglesa de Squeeze, 1972.
- Mark Nauseef – Baterista en la gira inglesa de Squeeze, 1972.
- Ian Paice – Músico de sesión (baterista) de Squeeze (1973).

## Discografía

### Álbumes de estudio
- The Velvet Underground & Nico (1967)
- White Light/White Heat (1968)
- The Velvet Underground (1969)
- Loaded (1970)